# Fabio Hasa
Fabio Hasa (sinh 12 tháng 8 năm 1996 ở Tiranë) là một cầu thủ bóng đá Albania thi đấu ở vị trí hậu vệ cho Dinamo Tirana ở Giải bóng đá hạng nhất quốc gia Albania.